# Hominy (Oklahoma)
Hominy es una ciudad ubicada en el condado de Osage en el estado estadounidense de Oklahoma. En el año 2010 tenía una población de 3565 habitantes y una densidad poblacional de 699,02 personas por km².

## Geografía
Hominy se encuentra ubicada en las coordenadas 36°25′2″N 96°23′36″O / 36.41722, -96.39333 (36.417141, -96.393423).

## Demografía
Según la Oficina del Censo en 2000 los ingresos medios por hogar en la localidad eran de $24,211 y los ingresos medios por familia eran $27,578. Los hombres tenían unos ingresos medios de $25,476 frente a los $22,073 para las mujeres. La renta per cápita para la localidad era de $13,073. Alrededor del 22.7% de la población estaban por debajo del umbral de pobreza.